# Adrian Gryszkiewicz
Adrian Gryszkiewicz (ur. 13 grudnia 1999 w Bytomiu) – polski piłkarz, występujący na pozycji obrońcy  w Zagłębiu Sosnowiec.

## Kariera klubowa
Był piłkarzem Górnika Zabrze, z którego odszedł 27 maja 2022 roku. 5 czerwca 2022 dołączył do niemieckiego klubu SC Paderborn 07, w którym nie wywalczył miejsca w podstawowym składzie; zanotował jedno spotkanie w Pucharze Niemiec w wygranym 10:0 spotkaniu przeciwko FCE Wernigerode. 10 stycznia 2023 został zawodnikiem Rakowa Częstochowa, z którym podpisał kontrakt do 30 czerwca 2026, z opcją przedłużenia go o rok.